# 야코프 로헤베인

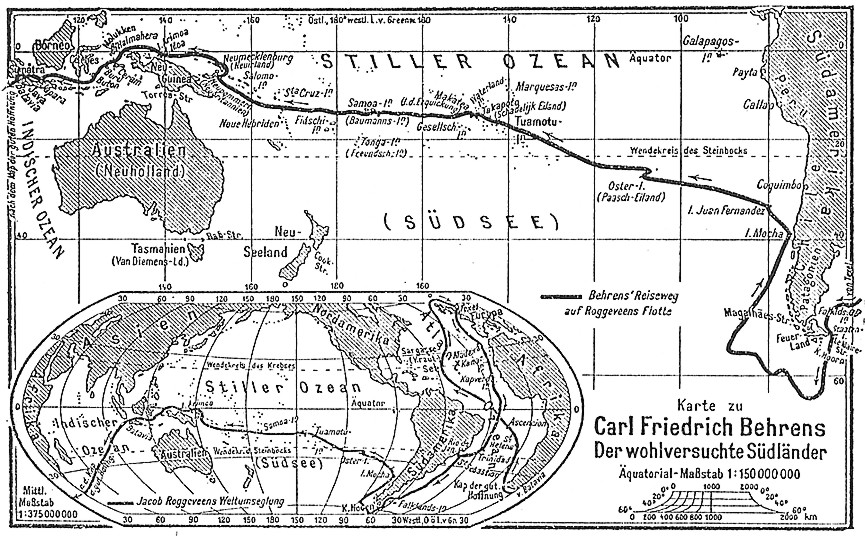

야코프 로헤베인(Jacob Roggeveen, 1659년 2월 1일 ~ 1729년 1월 31일)은 네덜란드의 항해자이자 탐험가이다.
로헤베인의 아버지인 아렌트 로헤베인(Arend Roggeveen)은 수학자로, 지리학, 천문학, 항해에 대한 지식이 있었고 신화의 땅 테라 아우스트랄리스의 연구에 전념하고 있었다. 그리고 아들 로헤베인이 62세에 그 땅을 찾기 위해 3척을 가지고 출발했다. 1721년 8월 1일 오스트레일리아(호주) 대륙을 찾아, 3척의 범선으로 이루어진 함대를 이끌었다. 포클랜드 제도에 기항 한 후 르 메이어 해협을 통과하고 남위 60도까지 남하, 태평양에 들어갔다.
칠레 발디비아 근처에 도착하고 후안 페르난데스 제도에 1722년 2월 24일부터 3월 17일까지 머물면서 1722년 4월 5일 부활절날에 이스터 섬을 발견하고 2,000명에서 3,000명 주민을 보았다고 보도했다. 투아모투 제도, 소시에테 제도, 사모아를 통해 바타비아에 달했다. 바타비아에서 네덜란드 동인도 회사의 독점을 저지른 혐의로 체포되지만, 해방 된 보상이 지급되었다. 1723년에 네덜란드로 돌아갔다.